# Гессертсгаузен
Гессертсгаузен (нім. Gessertshausen) — громада в Німеччині, знаходиться в землі Баварія. Підпорядковується адміністративному округу Швабія. Входить до складу району Аугсбург. Центр об'єднання громад Гессертсгаузен.
Площа — 41,34 км2. Населення становить 4432 ос. (станом на 31 грудня 2020).

## Галерея

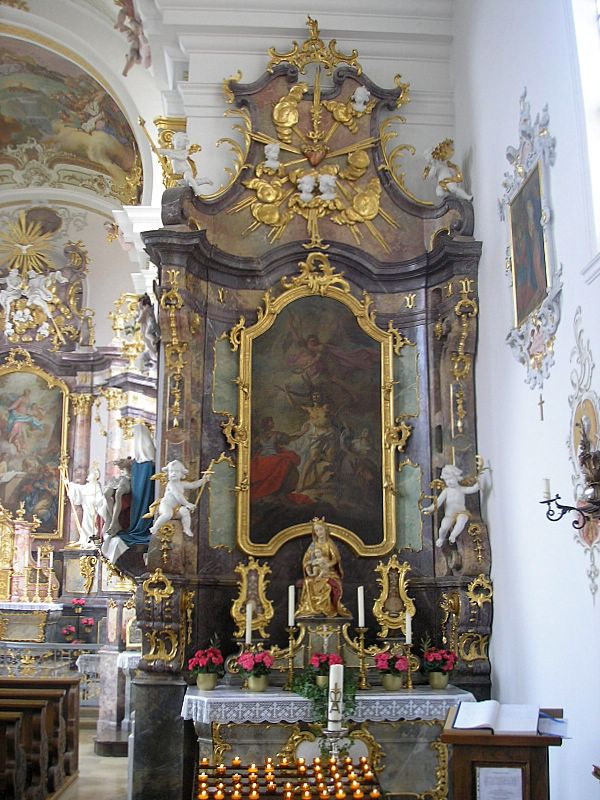